# Friedrich Wilhelm Carl Umbreit
Friedrich Wilhelm Carl Umbreit, född den 11 april 1795 i Sonneborn, död den 26 april 1860 i Heidelberg, var en tysk teolog.
Umbreit blev 1818 docent i österländska språk i Göttingen, 1823 extra ordinarie professor i filosofi och teologi i Heidelberg och 1829 ordinarie professor i teologi där. Umbreit gjorde sig känd som en ganska betydande exeget på det gammaltestamentliga området och utgav en mängd skrifter i denna riktning, vittnande om öppet sinne särskilt för det poetiskt sköna i Gamla testamentets skrifter. Bland hans arbeten märks översättningar och kommentarer till Höga visan, Job, Predikarboken, Ordspråksboken med mera liksom Praktischer Kommentar über die Profeten des Alten Bundes (I–IV, 1841–1846), Die Sünde. Beitrag zur Theologie des Alten Testaments (1853) och Der Brief an die Römer auf dem Grunde des Alten Testaments ausgelegt (1856). Jämte sin vän Carl Christian Ullmann var han även utgivare av den ansedda tidskriften Theologische Studien und Kritiken (från 1828).